# Bandini (California)
Bandini es un área no incorporada ubicada en el condado de Los Ángeles en el estado estadounidense de California.

## Geografía
Bandini se encuentra ubicada en las coordenadas 34°0′24″N 118°10′4″O / 34.00667, -118.16778.